# Blue Öyster Cult
Blue Öyster Cult é uma banda americana de rock formada em Stony Brook, Nova York, em 1967.
Mais conhecida pelos singles "(Don' t Fear) The Reaper", "Burnin' for You" e "Godzilla", a banda vendeu 25 milhões de discos em todo o mundo, incluindo 7 milhões apenas nos Estados Unidos. A fusão da banda de hard rock e psicodelia com ocultismo, letras fantásticas e muitas vezes irônicas tiveram uma grande influência no heavy metal.

## História
A banda foi formada em 1967 inicialmente sobre o nome Soft White Underbelly, por estudantes do Stony Brook College de Long Island. A formação original contava com Les Bronstein (vocal), Donald Roeser (guitarra), Alan Lanier (teclados), Andy Winters (baixo), Albert Bouchard (bateria). Curiosamente as composições e produção dos shows da banda desde o início eram responsabilidade de outras duas pessoas, Richard Meltzer e Sandy Pearlman (crítico de rock responsável por cunhar o termo heavy metal, produtor também do The Clash e Dictators). A banda mudou de nome para Oaxaca quando o vocalista foi substituído por Eric Bloom. Durante estes dois primeiros anos tiveram seus álbuns recusados pelas gravadoras e lançaram apenas um single sobre o nome Stalk Forrest Group.
Após assinarem com a gravadora Columbia mudaram o nome para Blue Oyster Cult. O álbum de estreia da banda, homônimo, lançado em 1972, não impressionou crítica nem público, resultado repetido pelos dois lançamentos que se seguiram. Apenas com Secret Treaties (1974) subiram às paradas. O primeiro grande hit viria apenas em 1976 com a música "(Don't Fear) The Reapper" do álbum "Agents of Fortune" que foi incluído na trilha sonora do clássico cult movie "Halloween". O maior hit da banda viria em 1981, "Burning for You", do álbum "Fire of Unknow Origin".

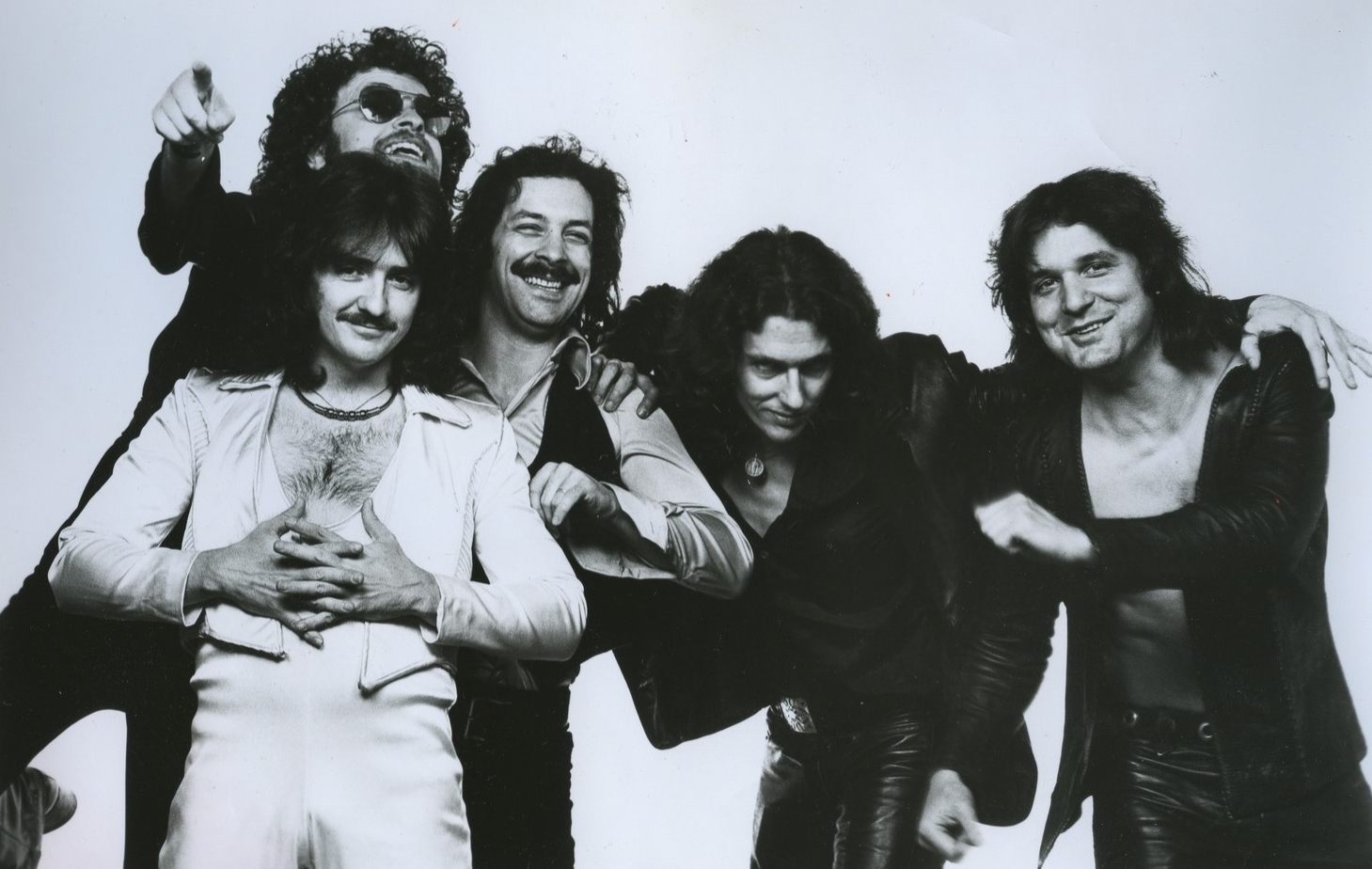
Blue Oyster Cult, foto de publicidade de 1977

O Blue Oyster Cult conseguiu reconhecimento e credibilidade estranhos às bandas americanas da época, quando todos os grandes expoentes do rock pesado vinham da Europa. Os fãs, embora fossem poucos se comparados aos de grandes sucessos populares da época, eram extremamente fiéis. Embora a banda não tivesse um grande sucesso na vendagem de discos, ao vivo a situação era outra, cativavam a plateia como poucas bandas faziam, num espetáculo não apenas sonoro mas também de iluminação e efeitos especiais. O uso excessivo de lasers nos shows levou a banda a ser processada por causar danos visuais aos espectadores.
Em 1988 foi lançado "Imaginos", álbum conceitual e extremamente bem produzido, considerado um ponto alto da banda pelos fãs embora não tenha conseguido nenhum sucesso comercial. Na realidade "Imaginos" deveria ter sido um trabalho solo do baterista Albert Bouchard, tendo sido lançado sobre o nome do Blue Oyster Cult por força de contrato com a gravadora.
Em 1992 a banda participou da trilha sonora do filme de ficção científica "Bad Chanels". As turnês cada vez mais extensas (embora para platéias menores que nos anos 80) levou a banda a diminuir sensivelmente a sua produção de estúdio, tendo sido lançados nos últimos anos apenas compilações, regravações de músicas anteriores e sobras de estúdio. Escrevendo para o Yahoo!, Regis Tadeu publicou uma crítica positiva para a banda em 2012, chamando de "Um dos mais lendários nomes americanos do hard rock dos anos 70."
Buck Dharma declarou em fevereiro de 2019 que a banda poderia gravar um novo album. Em 10 de julho de 2019, foi anunciado que a banda assinou com a Frontiers Music, e vai de fato lançar um novo álbum em 2020.

## Nome da banda

Logo

O nome "Blue Oyster Cult" veio de um poema de 1960 escrito pelo produtor Sandy Pearlman. Era parte de sua "Imaginos poesia", mais tarde lançaram o álbum com o mesmo nome Imaginos 1988. O nome anterior da banda era, "Soft White Underbelly", a partir de uma frase usada por Winston Churchill durante a II Guerra Mundial. Na poesia de Pearlman, o "Blue Oyster Cult" era um grupo de estrangeiros que tinham reunido secretamente o guia de história da Terra. "Inicialmente, a banda não estava feliz com o nome". A adição do trema foi sugerida por Allen Lanier. Outras bandas copiaram a prática de usar o trema em seus logotipos, como Motörhead, Mötley Crüe, Queensrÿche.
O logotipo foi desenhado por Bill Gawlik em janeiro de 1972, e aparece em todos os álbuns da banda. Relata que o logotipo é feito a partir de três pontos de exclamação e um ponto de interrogação para trás falso. Na mitologia grega, o gancho e símbolo da cruz é a de Cronus, o rei dos Titãs e pai de Zeus, e é o símbolo alquímico de chumbo (um metal pesado), um dos metais mais densos. "Sandy Pearlman considerando isto, combinado com o som de guitarra pesada distorcida da banda e decidiu a descrição do "heavy metal" seria apropriadamente aplicado ao som musical Blue Öyster Cult. Na mitologia romana, o gancho e símbolo da cruz representa Saturno, o deus da agricultura e da fertilidade.
O logotipo da banda também é idêntico a uma "cruz da confusão" ou por alguns chamada de "Cruz Satânica" é mais basicamente um símbolo da cruz de cristo com um sinal de interrogação, questionando o reconhecimento e a validade de Deus e do cristianismo, e ainda as três pontas da cruz representam os três principais generais de Lúcifer: Lilith, Belial e Leviathan. A interrogação ainda representa o poder completo de Lúcifer. [carece de fontes?]

## Integrantes

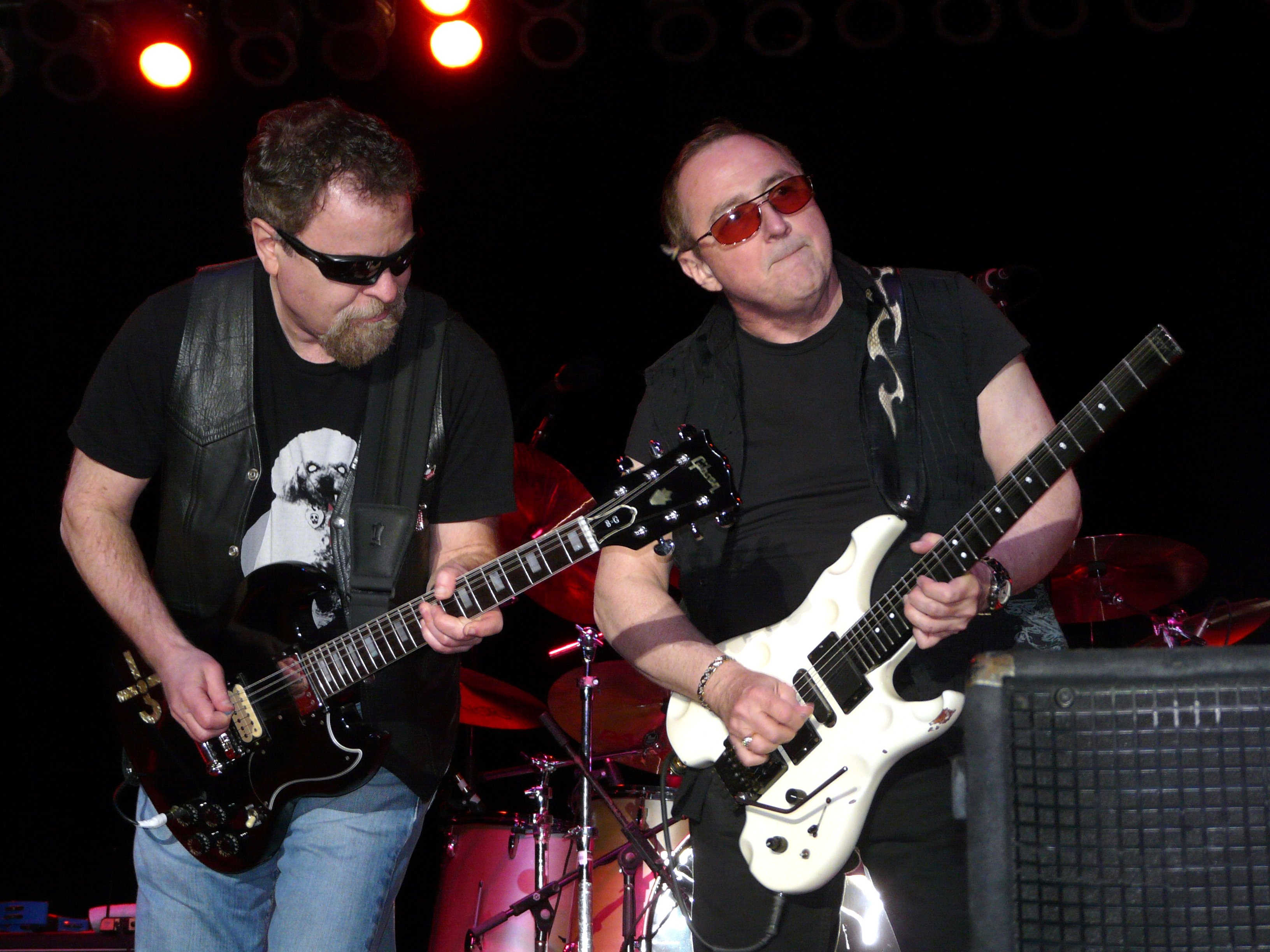
Eric Bloom e Buck Dharma em 2008

### Formação atual
- Donald "Buck Dharma" Roeser: guitarra solo e vocal (1967–presente)
- Eric Bloom: vocal, guitarra rítmica (1969-presente)
- Richie Castellano: teclado, guitarra e vocal (2007–presente), baixo (2004–2007)
- Jules Radino: bateria, percussão (2004–presente)
- Kasim Sulton: baixo, vocal (2012–presente)

### Antigos membros
| - Allen Lanier – teclado, guitarra, backing vocals (1967–1985, 1987–2007; died 2013) - Albert Bouchard – bateria, percussão, backing vocals (1967–1981, 1985) - Andrew Winters – baixo, backing vocals (1967–1971) - Les Braunstein – vocal, stun guitar (1967–1969) - Joe Bouchard – baixo, backing vocals (1971–1986) - Rick Downey – bateria, percussão (1981–1985) - Jimmy Wilcox – bateria, percussão (1985–1987) - Tommy Zvoncheck – teclado, guitarra, backing vocals (1985–1987) - Jon Rogers – baixo, backing vocals (1986–1995, guest: 2007–2012) | - Ron Riddle – bateria, percussão (1987–1991) - Chuck Burgi – bateria, percussão (1991–1992, 1992–1995, 1996–1997) - John Miceli – bateria, percussão (1992, 1995) - Greg Smith – baixo, backing vocals (1995) - Danny Miranda – baixo, backing vocals (1995–2004, guest: 2007–2013) - John O'Reilly – bateria, percussão (1995–1996) - Bobby Rondinelli – bateria, percussão (1997–2004) - Rudy Sarzo – baixo, backing vocals (2007–2012) |

## Discografia

### Álbuns de estúdio
- Blue Öyster Cult (1972)
- Tyranny and Mutation (1973)
- Secret Treaties (1974)
- Agents of Fortune (1976)
- Spectres (1977)
- Mirrors (1979)
- Cultösaurus Erectus (1980)
- Fire of Unknown Origin (1981)
- The Revölution by Night (1983)
- Club Ninja (1985)
- Imaginos (1988)
- Bad Channels (1992)
- Heaven Forbid (1998)
- Curse of the Hidden Mirror (2001)
- The Symbol Remains (2020)
- Ghost Stories (2024)

### Álbuns ao vivo
- On Your Feet or on Your Knees (1975)
- Some Enchanted Evening (1978)
- Extraterrestrial Live (1982)
- Live 1976 (1994)
- A Long Day's Night (2002)

### Compilações
- Career of Evil: The Metal Years (1987)
- On Flame with Rock and Roll (1990)
- Workshop of the Telescopes (1995)
- Don't Fear the Reaper: The Best of Blue Öyster Cult (2000)
- The Essential Blue Öyster Cult (2003)

### Bandas sonoras
- Bad Channels (1992)